# Puppy Linux
Puppy Linux este un LiveCD cu o distribuție Linux foarte redusă ca dimensiune (210 MB) care este axat pe ușurința în folosire. Întregul sistem de operare și aplicațiile rulează din memoria RAM, lăsând utilizatorul să scotă discul optic sau memoria USB după ce sistemul de operare este pornit. Programele incluse sunt Mozilla Application Suite, AbiWord, Sodipodi, Gnumeric și Gxine/xine. Distribuția a fost dezvoltată de Barry Kauler până în 2013.
Începând cu versiunea 3.00, Puppy Linux este compatibil cu Slackware 12 
Ultima versiune este Puppy 8, lansată la 24 martie 2019 (pentru Ubuntu Bionic Beaver 18.04.2).

## Listă a derivatelor Puppy Linux
| Nume          | Window Manager | Descriere | Mărime |
| NOP           | Xfce           | Bazat pe 3.01. Folosește Opera, nu include Abiword.                                                                       | 120Mb  |
| Barebones     | None           | Puppy 1.0.3 pentru conexiuni la Internet mai puțin rapide, folosește browserul dillo                                      | 40Mb   |
| Digipup       | JWM            | Derivativ pentru utilizatori radio Ham                                                                                    | 97 MB  |
| DragonPup     | Xfce           | Multimedia | 108 MB |
| EcoPup        | JWM?           | Cu Firefox 2 și OpenOffice 2 în format zip                                                                                | 668Mb  |
| eBoxPup       | JWM?           | Alpha Puppy pentru eBox 2300 cu Opera                                                                                     | 57Mb   |
| EduPup        | JWM?           | Puppy 2.11 cu software pentru copii                                                                                       | 166 MB |
| Empty Crust   | JWM            | Modular | 45MB   |
| eXpand Barbie | JWM            | Cu legături la jocuri Flash.                                                                                              | 245MB  |
| eXpand DOFUS  | JWM            | | 263Mb  |
| Fat Free      | JWM            | | 51Mb   |
| Fire Hydrant  | JWM            | Firefox, flash, java, thunderbird, sunbird și lightning, Limewire, shutterbug, Gimpshop, Yahoo messenger, aMSN messenger. | 192MB  |
| Foxpup        | JWM            | Firefox cu suport pentru wireless                                                                                         | 60MB   |
| Gamepup       | Xfce           | Pentru jocuri | 125MB  |
| GrafPup       | Xfce           | Pentru grafică | 80MB   |
| Hacao         | IceWM          | În Vietnameză. | 80MB   |
| KDEPuppy      | KDE            | În construcție | 125MB  |